# Реформатская евангелическая англиканская церковь Южной Африки
Реформатская евангелическая англиканская церковь Южной Африки (англ. The Reformed Evangelical Anglican Church of South Africa, REACH-SA) — это христианская деноминация в ЮАР.
Церковь была известна до 2013 года как «Церковь Англии в Южной Африке» (англ. Church of England in South Africa, CESA). Церковь основана в 1938 году как федерация церквей, назначила своего первого епископа в 1955 году. Церковь англиканская, хотя и не член Англиканского сообщества, тесно связана с Сиднейской епархией Англиканской церкви Австралии.

## История

### До 1938 года
Первая зарегистрированная служба англиканской церкви в Южной Африке была проведена военно-морским капелланом в 1749 году. После британской оккупации мыса в 1806 году были сформированы общины и построены церкви. В 1847 году возглавить церковь был назначен англокатолический епископ. Он был полон решимости создать Оксфордское движение. Тем не менее, группа верующих отказалась его доктрине, а выбрала принципы реформации. В 1870 году была сформирована «Англиканская церковь Южной Африки», в которую «Церковь Англии в Южной Африке» не вошла.

### 1938 – настоящее время
В 1938 году синод Церкви Англии в Южной Африки принял конституцию. Проект подготовил Говард Моулл, англиканский архиепископ Сиднея в Австралии. Преамбула и декларация конституции включают следующее заявление: «Церковь Англии в Южной Африке, как реформатская и протестантская церковь, настоящим подтверждает свое постоянное свидетельство против всех тех нововведений в доктрине и богослужении, посредством которых первоначальная вера возникла из время от времени искажались или перекрывались, и от которых во время Реформации англиканская церковь отреклась и отвергла».
Джеймс Хикенботэм предпринял попытку объединить Церковь Англии в Южной Африке и Англиканскую церковь Южной Африки в 1953 году. Хикенботэм представил предложения, известные как «Тринадцать пунктов», в качестве основы для переговоров. Синод 1954 года отклонил эти предложения, поскольку их принятие поставило бы Церковь Англии в Южной Африке в ослабленное положение по сравнению с Англиканской церковью Южной Африки. В 1959 году Фред Моррис из Церкви Англии в Южной Африке связался с Жостом де Бланком, архиепископом Кейптауна из «Церкви провинции Южная Африка» (англ. Church of the Province of Southern Africa), предложив провести переговоры между двумя церквями с целью примирения. Церковь провинции Южная Африка отвергла этот подход.
Стивен Брэдли служил председательствующим епископом с 1965 по 1984 год. Он был сторонником апартеида и одним из трех священников, председательствовавших на похоронах Хендрика Фервурда, «архитектора апартеида».
В 1970-х и 1980-х годах Церковь Англии в Южной Африке «стала прибежищем для белых консерваторов, бегущих от «либеральных» позиций Десмонда Туту и других членов Церкви провинции Южная Африка».
В 1984 году Дадли Фурд был назначен Синодом председательствующим епископом. Он был рукоположен архиепископом Сиднея, Австралия, прежде чем приступить к своим епископским обязанностям в Южной Африке. На хиротонии присутствовал Джордж Альфред Шварц, епископ Кимберли и Курумана, представляющий Епископальный синод Англиканской церкви Южной Африки. Несмотря на примирительный тон хиротонии Фуда, председательствующий епископ Церкви Англии в Южной Африке не был приглашен на Ламбетскую конференцию, состоявшуюся в 1988 году, ни в качестве епископа англиканской церкви, ни в качестве епископа церкви, находящейся в полном общении с англиканской деноминацией.
С середины 1980-х годов дискриминация в церковной конституции, национальной структуре и практике была «систематически устранена». Это включало принятие на Синоде 1985 года заявления, в котором была фраза: «Синод полностью отвергает дискриминацию по признаку цвета кожи, пола или расы как противоречащую Библии».
В 1999 году в заявлении Комиссии истины и примирения будущий председательствующий епископ Фрэнк Ретиф предположил, что поддержка апартеида церковью была результатом ряда проблем: вера в правительственную пропаганду, возражение против теологии освобождения, стремление к «аполитичности» ради роста своей маленькой конфессии. Он также утверждал, что высшие лидеры встречались с Питером Виллемом Ботой и с Фредериком де Клерком, когда они были президентами ЮАР, чтобы «выразить обеспокоенность по поводу несправедливостей в Южной Африке», но скрыли это от местного руководства и их прихожан, что «укрепило точку зрения, что мы были сторонниками правительства, а не критиками».
25 июля 1993 года церковь Сент-Джеймс в Кенилворте подверглась нападению со стороны вооруженного крыла Панафриканского конгресса. Одиннадцать человек были убиты, но позднее Комиссия по установлению истины и примирению амнистировала троих нападавших.
В 2004 году церковь была описана как «самая теологически консервативная евангелическая конфессия в Южной Африке».
На Синоде 2013 года Англиканская церковь в Южной Африке проголосовала за изменение своего официального рабочего названия на «Реформатскую евангелическую англиканскую церковь Южной Африки».

## Структура
Хотя церковь была исключен из Ламбетской конференции, её положения признаны Англиканским сообществом и исходят от епископа Фреда Морриса, бывшего англиканского епископа-миссионера в Северной Африке, который переехал в 1955 году в Южную Африку.
В 2009 году в состав деноминации входило чуть менее 200 общин, в общей сложности около 120 000 членов. Все церкви должны вносить 10% своего дохода в центральный фонд, но на практике некоторые церкви этого не делают. Согласно собственным источникам, Крайст-Черч, Мидранд; Крайст-Черч, Пайнтаун; и церковь Св. Джеймса в Кенилворте насчитывают несколько тысяч членов, а воскресные утренние службы посещают около 1000 человек. Средний размер церкви составляет около 150 человек. 

## Межцерковные организации
Церковь является членом Всемирного реформатского братства и Глобального братства исповедующих англикан (англ. Global Fellowship of Confessing Anglicans).

## Доктрина
Церковные каноны допускают председательство мирян при Святом Причастии и использование виноградного сока вместо вина. Все упоминания о возрождении и отпущении грехов через крещение были исключены из альтернативного молитвенника, как и слово «католическая (Церковь)» из Никейского Символа веры и Апостольского Символа веры).

## Образование
Колледж Джорджа Уайтфилда (англ. George Whitefield College, GWC), официальный богословский учебный центр церкви в Кейптауне, создан по образцу Теологического колледжа Мура (англ. Moore Theological College) в Сиднее, Австралия. Основателем колледжа был Бротон Нокс; нынешний директор — Марк Диксон. Еще один колледж церкви — это Миссионерский библейский колледж Квазулу-Наталь (англ. Kwazulu-Natal Missionary Bible College) ранее известный как Троицкая Академия (англ. Trinity Academy) в Питермарицбурге, Квазулу-Наталь.

## Англиканская перестройка
Церковь участвовала в реорганизации англиканской церкви и была одной из конфессий, принявших участие в создании Содружества исповедующих англикан в Южной Африке 3 сентября 2009 года.
2 мая 2017 года председательствующий епископ церкви Гленн Лайонс посвятил преподобного Джонатана Прайка из приходской церкви Джесмонд в качестве зарубежного епископа, впервые в Европе. Это вызвало споры из-за статуса церкви вне Англиканского сообщества, а также из-за того, что хиротония произошла без ведома епископа Ньюкасла. Это также не было официально санкционировано Глабольной конференцией по англиканскому будущему Великобритании. Церковь оправдала хиротонию, поскольку епископы «регулярно помогали в рукоположении и другом епископском служении приходской церкви Джесмонда из-за того, что её члены находились в нарушенном общении со своим собственным епархиальным епископом».

## Внешние ссылки
- Официальный веб-сайт
- Англиканская церковь в Намибии